# Kajs fødselsdag
Kajs fødselsdag er en dansk komediefilm fra 1990, instrueret af Lone Scherfig. Filmens manuskript er skrevet af Peter Bay og Kris Kolodziejski. Filmen er Lone Scherfigs debut som spillefilminstruktør.

## Handling
Filmen handler om en gruppe danske mænd, der tager på "dametur" til Polen for at fejre Kajs 40-års fødselsdag. De danske mænd drikker tæt på turen og mødet med polakkerne og polsk kultur forløber ikke helt gnidningsfrit og skildres med en kritisk tone, der giver komediefilmen flere lag end blot det humoristiske. Filmen blev da også markedsført med "Endelig en film hvor du både griner og græder". Hovedpersonen, pølsemanden Kaj (spillet af Steen Svare), der både er overvægtig og genert og generelt har det svært med kvinder, får dog mod alle odds noget ud af turen, da han møder den polske kvinde Magdalena, som han bliver oprigtigt forelsket i.

## Priser
Filmens kvindelige hovedrolle som Magdalena blev spillet af den polske skuespillerinde Dorota Pomykala, der blev tildelt en Robert for årets kvindelige hovedrolle.
Ved Rouen Nordic Film Festival vandt filmen juryens pris og "Club Espace Award". Steen Svare og Dorota Pomykala vandt begge priser som bedste hovedrolle, mandlige og kvindelige.

## Medvirkende (uddrag)
- Steen Svare
- Dorota Pomykala
- Bertel Abildgaard
- Peter Bay
- Ivan Horn
- Peter Gantzler